# Nikifor Alexejewitsch Begitschew

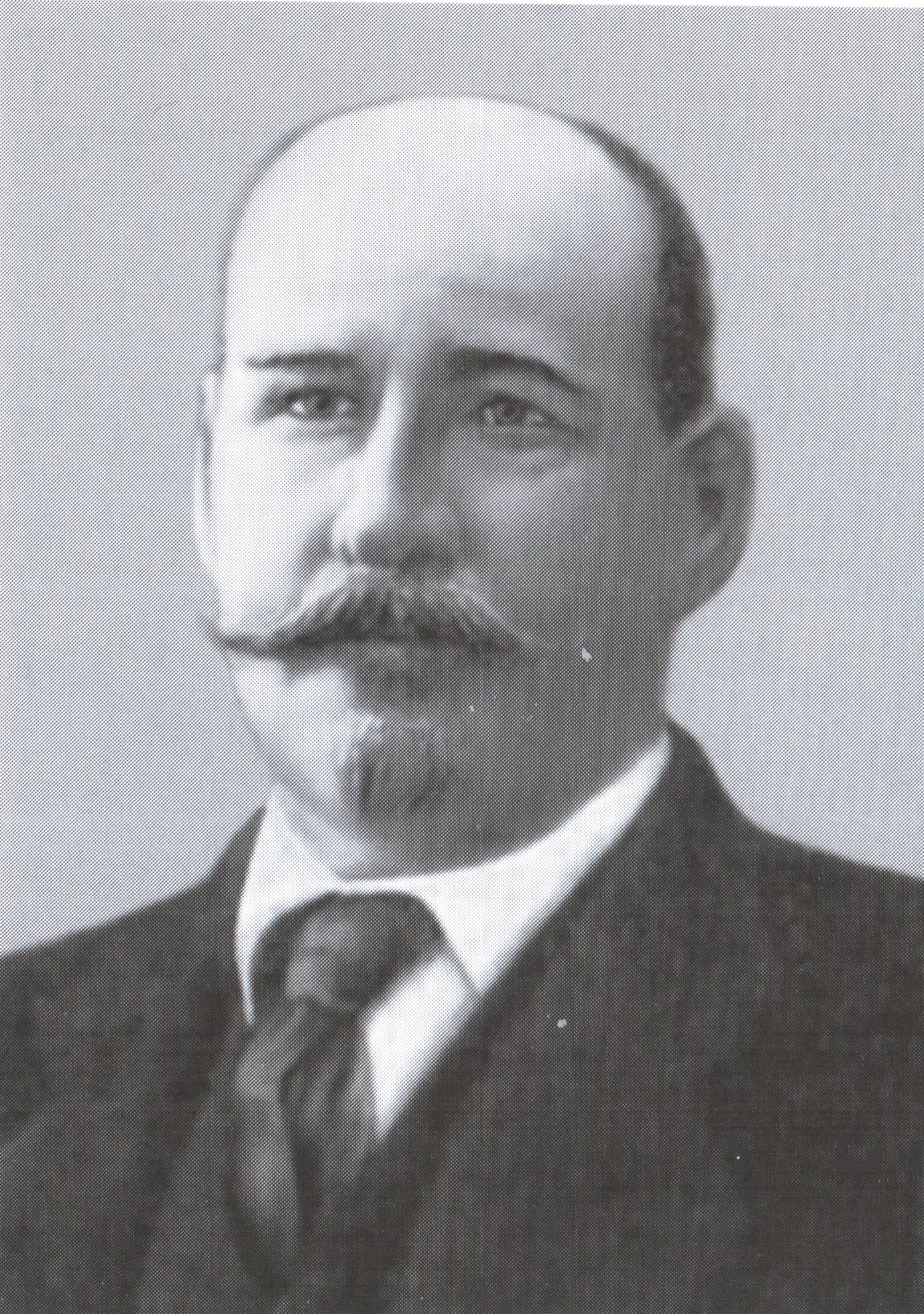
Nikifor Begitschew

Nikifor Alexejewitsch Begitschew (russisch Никифор Алексеевич Бегичев; * 7. Februarjul. / 19. Februar 1874greg. in Zarjow, Gouvernement Astrachan, Russisches Kaiserreich; † 18. Mai 1927 an der Mündung der Pjassina, Sowjetunion) war ein russisch-sowjetischer Seemann, Pelztierjäger und Polarforscher. Er nahm an mehren Expeditionen in der russischen Arktis teil und entdeckte die nach ihm benannte Insel Bolschoi Begitschew in der Laptewsee.

## Leben

### Frühe Jahre
Nikifor Begitschew wurde 1874 in einer Großfamilie von Wolgafischern geboren. 1895 wurde er zum Militärdienst einberufen, den er in der Kaiserlich Russischen Marine leistete. Bis 1897 besuchte er die Quartiermeisterschule in Kronstadt. Anschließend verrichtete er bis 1900 Dienst auf dem Schulschiff Gerzog Edinburgski und segelte dreimal zu den Antillen.

### Russische Polarexpedition

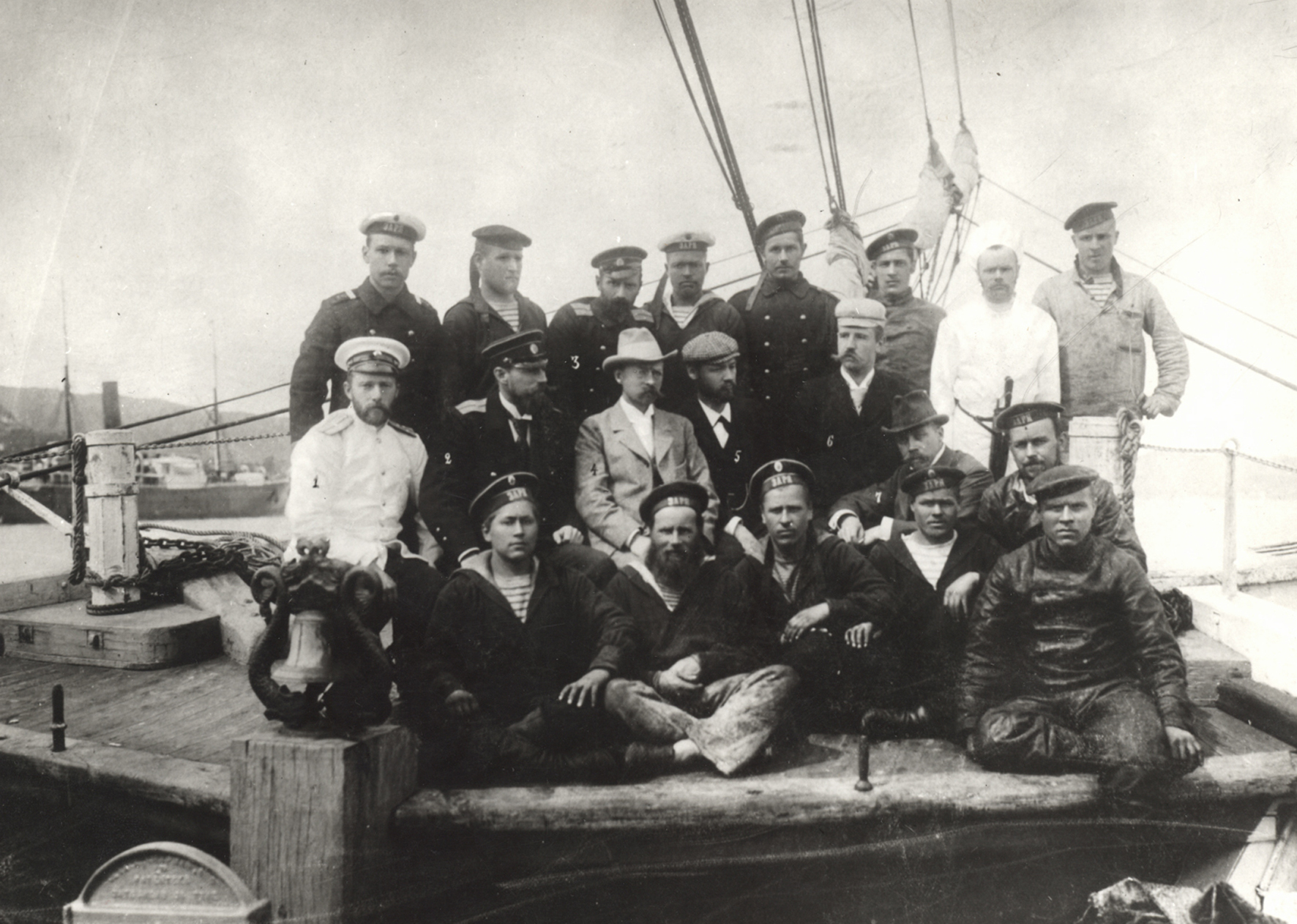
Die Expeditionsmannschaft auf der Sarja. Begitschew in der oberen Reihe links außen.

Die Routen der Sarja 1901, von Tolls Schlittenreise 1902 und von Koltschaks und Begitschews Rettungsexpedition 1903

1899 wurde Begitschew als Bootsmann der Sarja angeworben. Eduard von Toll hatte das Schiff, das zuvor als norwegischer Robbenfänger unter dem Namen Harald Harfager gefahren war, auf Anraten Fridtjof Nansens für seine Russische Polarexpedition gekauft. Das Ziel der Expedition waren die Neusibirischen Inseln. Toll wollte von 1900 bis 1901 an der Taimyrhalbinsel und im Jahr darauf an der Küste des hypothetischen Sannikowlands überwintern, an dessen Existenz er fest glaubte. Das Schiff verließ Sankt Petersburg am 21. Juni 1900 und erreichte am 12. August Dikson am Jenisseigolf. Während die Expedition eine Woche lang die Minin-Schären erforschte, lief das Schiff dreimal auf Grund. Schließlich wurde es in der Colin-Archer-Bucht im Nordenskiöld-Archipel für die Überwinterung vor Anker gelegt. Die Expedition absolvierte ein umfangreiches wissenschaftliches Programm, an dem sich auch die Mannschaft beteiligte, sodass Begitschew allein die vorbereitenden Arbeiten für die nächste Navigationsperiode ausführen musste wie das Reparieren der Takelage oder das Sammeln von Treibholz auf ausgedehnten Fahrten mit dem Hundeschlitten. Den zweiten Winter verbrachte die Expedition in der Nerpalachbucht an der Westküste der Insel Kotelny. Anfang Juni 1902 fuhr Toll mit Friedrich Seeberg und zwei jakutischen Hundeschlittenführern zur Bennett-Insel. Die Sarja sollte später folgen, was die Eisverhältnisse allerdings nicht zuließen. 1903 wurde Alexander Koltschak beauftragt, eine Rettungsexpedition mit Schlitten und Booten zur Bennett-Insel zu leiten, für die sich Begitschew und ein Matrose der Sarja als Freiwillige meldeten. Die Expedition bestand aus 17 Männern und zehn Schlitten, vor die jeweils 13 Hunde gespannt waren. Ein Walboot wurde auf zwei weiteren Schlitten transportiert, die von 30 Hunden gezogen wurden. Am 17. August erreichten sie die Bennett-Insel, wo sie Nachrichten von Toll vorfanden, der die Insel aber schon am 8. November des Vorjahres verlassen hatte. Die Suche nach weiteren Spuren von Tolls Gruppe, etwa an den Küsten der Neusibirischen Inseln, blieb ohne Erfolg. Mann musste davon ausgehen, dass die vier Männer nicht mehr lebten. Die Rettungsexpedition trat den Rückweg an. Begitschew war am 10. März 1904 in Irkutsk. Von dort fuhr er mit Koltschak in den Fernen Osten, um sich dem Pazifikgeschwader im Russisch-Japanischen Krieg anzuschließen. Der schottische Polarhistoriker William Barr hält die Rettungsexpedition mit den Hundeschlitten und dem Walboot für eine, „die den Bemühungen vieler bekannterer Arktisforscher Konkurrenz macht“.

### Russisch-Japanischer Krieg
Im Krieg wurde Begitschew als Bootsmann auf dem Zerstörer Besschumni eingesetzt. Am 8. Mai lief das Schiff auf eine japanische Mine, das Leck konnte aber abgedichtet und bis zum 12. Juli repariert werden. Während der Seeschlacht im Gelben Meer gelang dem Besschumni der Durchbruch durch die japanischen Linien. Er lief den Hafen von Tsingtau an, wo er von den deutschen Behörden interniert wurde. Damit endete der Krieg für Begitschew im August 1904. Für seinen Einsatz wurde er mit dem Orden des Heiligen Georg 4. Klasse dekoriert.

### Als Pelztierjäger und Entdecker in Dudinka
Nach dem Krieg kehrte Begitschew 1905 nach Zarjow zurück, wurde dort aber nicht mehr sesshaft. Im Sommer 1906 ging er mit Sergei Tolstow, den er von der Russischen Polarexpedition kannte, nach Dudinka, einem Hafen am Jenissei, nördlich des Polarkreises. Er führte ein Leben als Fallensteller und Pelzhändler. Die Geschichten der Einheimischen über die Taimyr-Halbinsel, und das Byrrangagebirge weckten seine Fantasie und die Lust, diese Gebiete zu bereisen. Den letzten Ausschlag gab die Erzählung über eine auf keiner Karte verzeichnete Insel im Chatangagolf. 1908 machte er sich mit den Jägern Diomid Uksusnikow und Nikolai Semjonow auf den Weg. Am 3. Mai betraten sie die gesuchte 1768 km² große Insel, die heute Bolschoi Begitschew heißt. Vor der Westspitze entdeckte er eine weitere Insel, Maly Begitschew. Er besuchte auch die nördlich gelegene Preobraschenije-Insel und sammelte Gesteins- und Pflanzenproben sowie Fossilien.
Begitschew reiste anschließend nach Sankt Petersburg und besuchte das Hydrographische Amt und die Kaiserlich Russische Akademie der Wissenschaften. Er berichtete von seinen Entdeckungen und legte seine gesammelten Proben vor. Er fand einen Fürsprecher im Geologen Feodossi Tschernyschow. Für weitere Forschungen erhielt er eine Waffe und Präzisionsinstrumente. Die örtlichen Behörden wurden aufgefordert, Begitschew bei seiner weiteren Arbeit zu unterstützen. In den folgenden Jahren reiste er immer wieder über die Taimyr-Halbinsel und besuchte die Große Begitschew-Insel.

### Hilfsexpedition für die EisbrecherTaimyrundWaigatsch

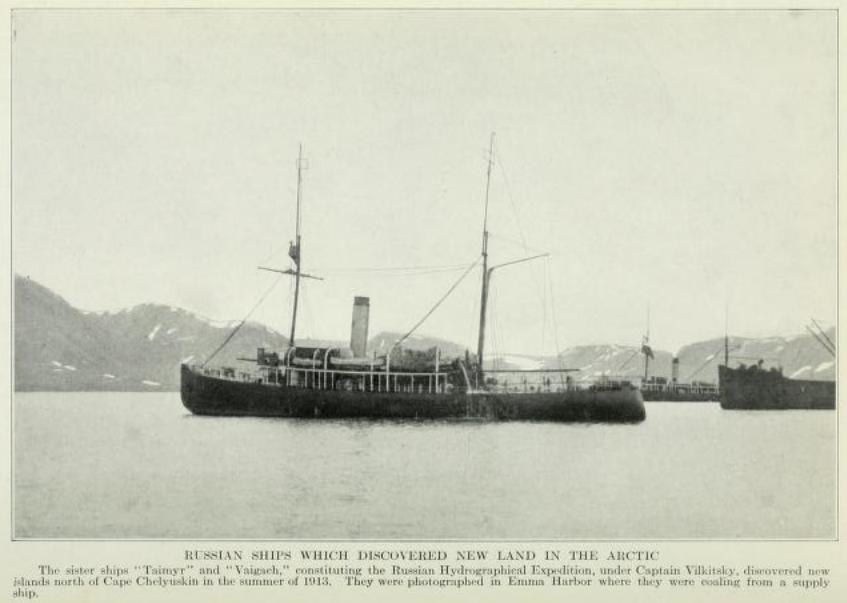
Die Eisbrecher Taimyr und Waigatsch (1913)

Die Eisbrecher Taimyr und Waigatsch der Hydrographischen Expedition des Nördlichen Eismeers waren im Herbst 1914 nach der Passage der Wilkizkistraße in schwere Eispressungen geraten, die besonders die Taimyr beschädigt hatten. Die Schiffe suchten Zuflucht an der Westküste der Taimyr-Halbinsel. Im Verlauf des Winters litten viele Besatzungsmitglieder an Skorbut. Über Funk war aber eine Verbindung zur Eclipse hergestellt worden, die unter dem Kommando des Norwegers Otto Sverdrup stand, der in russischem Auftrag nach Spuren der zwei verschollenen Arktisexpeditionen von Georgi Brussilow und Wladimir Russanow suchte. Die Eclipse wiederum stellte die Verbindung zur Funkstation an der Jugorstraße und damit nach Sankt Petersburg her. Zur Rettung der Männer wurde Begitschew beauftragt, mit Rentierschlitten von Dudinka zum Kap Wild zu eilen, wo die Eclipse im Eis festlag. Begitschew stellte eine Karawane aus 668 Rentieren mit der entsprechenden Anzahl von Schlitten, Hirten und Fahrern zusammen, wobei ihm sein gutes Verhältnis zu den indigenen Nganasanen von Nutzen war. Obwohl ein Großteil des zu passierenden Landes völlig unbekannt war und die Flüsse vielerorts über die Ufer getreten waren, erreichte Begitschew am 3. Juli 1915 die Eclipse. Sverdrup hatte bereits 52 Besatzungsmitglieder der russischen Schiffe über das Eis der Karasee zur Eclipse gebracht. Bis zum 2. August brachte Begitschew die Männer zum Zusammenfluss von Tareja und Pjassina, wo bereits Boote für die Weiterfahrt lagen. Seinen Instruktionen folgend kehrte Begitschew zum Kap Wild zurück, um gegebenenfalls den Rest der Besatzung in Sicherheit zu bringen. Die Eclipse war inzwischen freigekommen und weitergefahren. Für den Fall, dass seine Hilfe noch benötigt würde, harrte Begitschew vom 15. August bis 1. Oktober an der Küste aus, aber auch die Taimyr und die Waigatsch hatten sich aus dem Eis befreit. Am 26. Oktober beendete er seine erfolgreiche Mission mit der Rückkehr nach Dudinka. Begitschew hatte seine Aufgabe glänzend erfüllt, erhielt aber weder die versprochene Belohnung noch das Geld, um die gemieteten Rentiere zu bezahlen. Statt der ihm geschuldeten 9800 Rubel überwies ihm das Hydrographische Amt nur 2000 Rubel. Begitschew lebte mit seiner Familie einige Jahre in Jenisseisk, bevor er 1917 wieder nach Dudinka kam.

### Suche nach Tessem und Knutsen
Roald Amundsen startete 1918 einen Versuch, auf der eigens zu diesem Zweck gebauten Maud mit dem Packeis zum Nordpol zu driften. Nach der Passage der Wilkizkistraße im August fror das Schiff im September im Eis ein. Die Zeit des Winters und des nächsten Frühjahrs wurden für intensive wissenschaftliche Arbeit und Schlittenexkursionen zur Küste der Taimyr-Halbinsel und zur Kleinen Taimyr-Insel genutzt. Amundsen wollte die Ergebnisse gern in die Heimat schicken und fand zwei Freiwillige, die bereit waren, sie mit dem Hundeschlitten nach Dikson zu bringen. Peter Tessem und Paul Knutsen besaßen reiche Arktiserfahrung. Knutsen war zudem 1914 auf der Eclipse gewesen und kannte die Positionen der von Sverdrup angelegten Depots. Aber Tessem und Knutsen kamen nicht in Dikson an. 1920 schickte Norwegen eine Suchexpedition mit der Heimen zum Kap Wild. Das Schiff wurde aber an der Michailow-Halbinsel vom Eis aufgehalten und musste nach Dikson zurückkehren.
In dieser Situation wurde Begitschew von den sowjetischen Behörden kontaktiert. Es gelang ihm, 500 Rentiere und eine Anzahl Schlitten zu mieten sowie nganasanische Schlittenführer zu rekrutieren. Ein Problem stellte dar, dass er nicht direkt an das Kap Wild, sondern zuvor nach Dikson zur norwegischen Suchexpedition kommen sollte. Das verlängerte nicht nur den Weg, es mussten auch Gebiete durchzogen werden, in denen es keine Nahrung für die Rentiere gab. Begitschew schickte einen Treck aus 200 Tieren zur Michailow-Halbinsel und zog mit 300 Tieren nach Dikson, das er am 4. Juni 1921 mit rund 100 Tieren erreichte, nachdem er die Karawane noch einmal geteilt und bereits 42 Rentiere verloren hatte. Am 8. Juni setzte er die Reise in Begleitung der Norweger Lars Jakobsen und Alfred Karlsen ostwärts fort. Am 27. Juli erreichten sie Kap Wild und fanden eine auf den 15. November 1919 datierte Nachricht der Gesuchten. Die Expedition folgte der Küste von nun an nach Westen. An den nächsten Tagen fand sie einen Schlitten, der nicht der nganasanischen Bauart entsprach, und drei relativ nahe beieinander liegende Feuerstellen. An der Michailowbucht stieß Begitschew auf einen Lagerplatz mit verkohlten Knochen, den Überresten eines Taschenbarometers, ein Taschenmesser, Teile eines Brillengestells, eine französische Münze, Schnallen, Knöpfe, Gewehrpatronen, Nägel und andere kleine Gegenstände. Nachdem Begitschew eine Strecke von 2346 Kilometern zurückgelegt hatte, kam er im Oktober wieder in Dudinka an.
Im darauffolgenden Jahr begleitete er den Geologen Nikolai Urwanzew, der 1920 die Kupfer-Nickel-Lagerstätten beim heutigen Norilsk entdeckt hatte. Dieser hatte den Auftrag, die Schiffbarkeit der Pjassina zu untersuchen, um diese Lagerstätten ausbeuten zu können. Von der Mündung des Flusses fuhren sie in einem Boot an der Küste entlang nach Westen in Richtung Dikson. Nahe der Mündung des Seledejewo stießen sie am 9. August 1922 überraschend auf Amundsens Dokumente. In einer Hütte an der Mündung der Uboinaja entdeckten sie drei Tage später zwei sorgfältig verstaute norwegische Skier und einen Rentierschlafsack. Nachdem sie Dikson erreicht hatten, stieß Begitschew bei einem Jagdausflug auf dem Festland in Sichtweite der meteorologischen Station auf ein menschliches Skelett. Anhand einer Taschenuhr, die er für seine Verdienste um die beiden Ziegler-Expeditionen 1901–1902 (geleitet von Evelyn Baldwin) und 1903–1905 (geleitet von Anthony Fiala) erhalten hatte, konnte der Tote als Peter Tessem identifiziert werden. Begitschew und Urwanzew erhielten später von der norwegischen Regierung jeder eine goldene Taschenuhr als Anerkennung für ihre Bemühungen.

### Letzte Jahre
In der Mitte der 1920er Jahre legte Begitschew einen Plan vor, den Winterfang von Polarfüchsen an der Küste der Karasee zwischen Dikson und dem Nordenskiöld-Archipel zentral zu organisieren. Dazu sollte im Gebiet ein Netz von Überwinterungsstationen geschaffen werden. Er gründete selbst ein Artel von Pelztierjägern, das 1926 eine erste Station an der Mündung der Pjassina errichtete. Während der Überwinterung erkrankte er an Skorbut und starb am 18. Mai 1927.

## Ehrungen

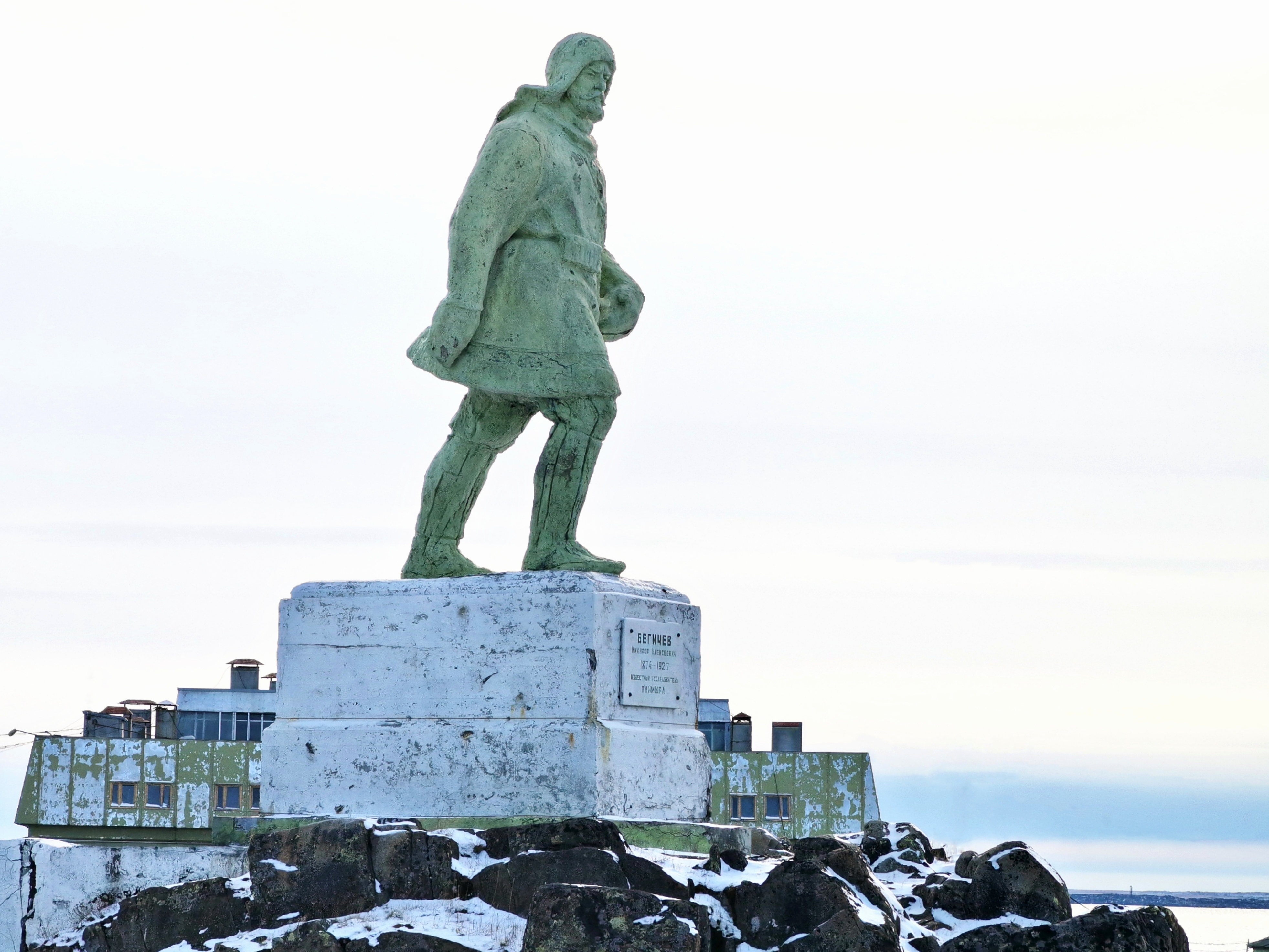
Denkmal für Nikifor Begitschew in Dikson

Neben den beiden Begitschew-Inseln am Ausgang des Chatangagolfs ist auch die Insel Begitschewskaja Kossa im Delta der Pjassina nach Nikifor Begitschew benannt. Ein nahe seinem Sterbeort mündender Fluss trägt seinen Namen, ebenso ein See auf der Taimyr-Halbinsel.
In Dikson wurde Nikifor Begitschew 1964 ein Denkmal errichtet. In Norilsk, Dudinka, Krasnojarsk, Nowosibirsk, Moskau, Astrachan, Wolgograd und Zarjow sind Straßen nach ihm benannt.